# Brega & Chique
Brega & Chique es una telenovela brasileña creada por Cassiano Gabus Mendes, y emitida originalmente en su país de origen por TV Globo desde el 20 de abril, hasta el 7 de noviembre de 1987. Fue dirigida por Jorge Fernando, Marcelo de Barreto y Carlos Magalhães.
Fue protagonizada por Marília Pêra, Marco Nanini, Dennis Carvalho, Marcos Paulo, Patrícia Pillar, Cássio Gabus Mendes, Patrícya Travassos, Nívea Maria, Tato Gabus Mendes, Cássia Kis, Raul Cortez, Jorge Dória y Glória Menezes.

## Producción
Brega & Chique marcó el regreso de Marília Pêra a las telenovelas, después de mucho tiempo alejada de la televisión. El último trabajo de la actriz en la Rede Globo fue en la telenovela Supermanoela, en 1974. También fue la primera vez que Marília actuó con Glória Menezes. La telenovela tuvo el título provisional de Goiabada & Caviar. Para mantener el ánimo y dar más agilidad a la trama, la dirección utilizó varios efectos especiales, como el «wipe» y el «filó», además de varios efectos de animación. Según el director Jorge Fernando, algunas ideas se inspiraron en la película One from the Heart (1982), de Francis Ford Coppola.

### Trajes y caracterización
La diseñadora de vestuario Helena Gastal se inspiró en los años 20 para crear el traje utilizado por Marília Pêra, caracterizada por prendas de seda y una cintura bien marcada, que favorecía su cuerpo. La telenovela popularizó las lentes de contacto de color que usaban Rafaela (Marília Pêra) y Rosemere (Glória Menezes).

### Entrada de la telenovela
La entrada de Brega & Chique, creada por el diseñador Hans Donner y su equipo, causó polémica al mostrar el modelo Vinícius Manne con las nalgas descubiertas. Inicialmente, la censura federal de Brasil exigió que se cubriera la desnudez. En el segundo capítulo de la telenovela, la parte trasera del modelo ya estaba cubierta. En los créditos de la entrada, el orden de aparición de los nombres de Marília Pêra y Glória Menezes se alternaban diariamente.

## Sinopsis
Ambientada en São Paulo, la trama tiene como protagonistas a Rosemere da Silva (Glória Menezes) y Rafaela Alvaray (Marília Pêra). De universos opuestos, las dos tienen sus historias cruzadas debido a Herbert Alvaray (Jorge Dória), un empresario de São Paulo, casado con ambos. Su familia oficial está formada por Rafaela y sus hijos Ana Cláudia (Patricia Pillar), Teddy (Tarcísio Filho) y Tamyris (Cristina Mullins). Rafaela es rica, llena de manías e inutilidad. La segunda familia de Herbert, donde se le conoce con el nombre de Mário Francis, está formada por Rosemere y Márcia (Fabiane Mendonça), hijas de los dos. Rosemere es pobre y cursi. Es una luchadora, mantiene la casa y sus hijos en dificultades – además de Márcia, es madre de Vânia (Paula Lavigne) y Amaury (Cacá Barrete). Rosemere todavía ayuda a su padre, Lourival (Fabio Sabag). La telenovela comienza cuando Herbert, para escapar de la bancarrota, simula su propia muerte y huye del país, dejando a su familia legítima. Preocupado por Rosemere, deja una buena suma de dinero en dólares para que ella y su hija puedan mantenerse. Deudada y sin ninguna fuente de ingresos, Rafaela se ve obligada a mudarse con su familia a un barrio más sencillo. Por coincidencia, va a vivir en el mismo pueblo donde Rosemere vive con su hija. Rafaela y Rosemere no saben de la existencia del mismo hombre en sus vidas y, por ironía del destino, terminan convirtiéndose en amigas.

## Reparto
| Actor/Actriz        | Personaje                                                    |
| ------------------- | ------------------------------------------------------------ |
| Marília Pêra        | Rafaela Alvaray (Alfa I)                                     |
| Glória Menezes      | Rosemere Fátima de Moraes (Alfa II)                          |
| Raul Cortez         | Herbert Alvaray / Mário Francis / Cláudio Serra / Isaac Brum |
| Jorge Dória         | Herbert Alvaray / Mário Francis / Cláudio Serra / Isaac Brum |
| Marco Nanini        | Alberico Montenegro Felipe Dias                              |
| Nívea Maria         | Zilda Monteiro de Lima (Alfa III)                            |
| Marcos Paulo        | Luiz Paulo Albuquerque Pereira                               |
| Patrícia Pillar     | Ana Cláudia Alvaray                                          |
| Jayme Periard       | João Antônio Handerson                                       |
| Cássia Kis          | Silvana Albuquerque Pereira                                  |
| Tato Gabus Mendes   | Maurício Costello                                            |
| Cristina Mullins    | Tamyris Alvaray Costello                                     |
| Percy Aires         | Justino Pereira                                              |
| Neuza Amaral        | Lucy Albuquerque Pereira                                     |
| Tarcísio Filho      | Teobaldo Alvaray (Teddy)                                     |
| Paula Lavigne       | Vânia de Moraes                                              |
| Kaká Barrete        | Amaurí de Moraes                                             |
| Suzy Camacho        | Rosinha                                                      |
| Cássio Gabus Mendes | Bruno Conceição                                              |
| Dennis Carvalho     | Balthazar Conceição                                          |
| Patrycia Travassos  | Mercedes Pinto                                               |
| Célia Biar          | Francine Alcântara Di Biasi                                  |
| Fábio Sabag         | Lourival de Moraes                                           |
| José Augusto Branco | Carlos Bellotti                                              |
| Bárbara Fazio       | Bianca Bistefani                                             |
| Paulo César Grande  | Pedro Bistefani                                              |
| Hélio Souto         | Amadeu                                                       |
| Ângela Figueiredo   | Marly                                                        |
| Marco Miranda       | Marco                                                        |
| Valéria Keller      | Rosely                                                       |
| Anderson Müller     | Quibe Frito                                                  |
| Fabiane Mendonça    | Márcia Maria de Moraes Alvaray (Marcinha)                    |

## Repercusión
En su emisión original, Brega & Chique alcanzó una audiencia general media de 58 puntos en el Ibope, siendo hasta hoy una de las telenovelas con mayor audiencia de todos los tiempos en la Rede Globo. En Portugal, Brega & Chique se emitió dos veces, en 1988 y 1989, en Brasil, se transmitió de nuevo entre el 31 de julio de 1989 y el 19 de enero de 1990. Por su actuación en la telenovela, Marília Pêra fue elegida por la APCA (Associação Paulista de Críticos de Arte) como la mejor actriz de televisión de 1987, y también fue premiada con el Troféu Imprensa como mejor actriz. La telenovela ganó el trofeo a la mejor telenovela del año.

## Adaptaciones
- Rompecorazón: Telenovela realizada por Televisión Nacional de Chile en 1994, adaptada por Jorge Marchant y Sergio Bravo, y dirigida por Vicente Sabatini. Fue protagonizada por Carolina Fadic, Francisco Reyes, Claudia di Girolamo y Renato Munster.